# Wienkonventionen om diplomatiska förbindelser
Wienkonventionen om diplomatiska förbindelser är ett internationellt fördrag rörande diplomatiskt umgänge samt privilegier och immunitet för diplomatiska beskickningar.
Fördraget antogs den 18 april 1961 av United Nations Conference on Diplomatic Intercourse and Immunities som hölls på Neue Hofburg i Wien, Österrike, mellan den 2 mars och den 14 april 1961.
Fördraget har ratificerats av över 190 av Förenta nationernas medlemsstater och anses som grundläggande för alla staters behandling av diplomater och diplomatiska beskickningar.
Bland annat innehåller fördraget regler om diplomatisk immunitet, skattebefrielse, möjligheten att förklara en diplomat persona non grata samt uppdraget som skyddsmakt.
Konventionen är gällande i såväl finländsk och i svensk lag. 